# David Rudisha
David Rudisha (n. 17 decembrie 1988, Kilgoris⁠(d), Rift Valley Province, Kenya) este un atlet ce a reprezentat Kenya, medaliat olimpic. A participat la două ediții ale Jocurilor Olimpice (2012, 2016) în care a câștigat două medalii de aur în proba de 800 de metri.

## Palmares
| An   | Competiție                     | Locație                   | Loc | Eveniment | Note    |
| ---- | ------------------------------ | ------------------------- | --- | --------- | ------- |
| 2006 | Campionatul Mondial de Juniori | Beijing, China            | 1   | 800 m     | 1:47,40 |
| 2006 | Campionatul Mondial de Juniori | Beijing, China            | 4   | 4×400 m   | 3:05,54 |
| 2007 | Campionatul African de Juniori | Ouagadougou, Burkina Faso | 1   | 800 m     | 1:46,41 |
| 2008 | Campionatul African            | Addis Ababa, Etiopia      | 1   | 800 m     | 1:44,20 |
| 2009 | Campionatul Mondial            | Berlin, Germania          | 11  | 800 m     | 1:45,40 |
| 2010 | Campionatul African            | Nairobi, Kenya            | 1   | 800 m     | 1:42,84 |
| 2010 | Cupa Continentală              | Split, Croația            | 1   | 800 m     | 1:43,37 |
| 2011 | Campionatul Mondial            | Daegu, Coreea de Sud      | 1   | 800 m     | 1:43,91 |
| 2012 | Jocurile Olimpice              | Londra, Marea Britanie    | 1   | 800 m     | 1:40,91 |
| 2015 | Campionatul Mondial            | Beijing, China            | 1   | 800 m     | 1:45,84 |
| 2016 | Jocurile Olimpice              | Rio de Janeiro, Brazilia  | 1   | 800 m     | 1:42,15 |

## Legături externe
- Materiale media legate de David Rudisha la Wikimedia Commons
- en David Rudisha la World Athletics
- en David Rudisha la Olympedia.org